# وحيدة بلحاج
وحيدة بلحاج ولدت سنة 1935 وتوفيت سنة 2007، هي صحفية تونسية لدى مؤسسة الإذاعة والتلفزة التونسية. أصيلة مدينة توزر

بدأت حياتها المهنية كمدرّسة في سلك التعليم لتلتحق بمؤسسة الإذاعة والتلفزة التونسية سنة 1967 كمذيعة ربط ومقدمة برامج باللغتين العربية والفرنسية ثم أصبحت صحفية ومقدمة لنشرة الاخبار كماأنّها أنتجت برامج ذات صبغة اجتماعية تعنى بالأسرة والمجتمع والمرأة وبرامج أديبة حول الأدباء العرب. 

في 4 نوفمبر 1988 أصدرت وحيدة بلحاج مجلّة باللغة الفرنسية على نفقتها الخاصة تدعى بلوريال Pluriel Magazine انقطع اصدارها بعد سنتين أي في 1990.

كان للراحلة عديد الانشطة المتميزة في الاتحاد الوطني للمرأة التونسية ومنظمة الطفولة التونسية والجمعية التونسية للتبرع بالاعضاء وهي عضو مؤسس لرابطة الاتصاليات ورئيستها منذ الانبعاث حتى يوم وفاتها.